# Pierre Monnoir
Pierre Monnoir est un lanceur d'alerte, connu pour avoir révélé au grand public l'affaire dite des disparues de l'Yonne. Membre fondateur de l’Association de défense des handicapés de l’Yonne (ADHY), il retrouve et fédère les familles des victimes, qui se constituent partie civile dans la procédure judiciaire qui aboutit, en 2004, à la condamnation à la réclusion criminelle à perpétuité du tueur en série Émile Louis, peine confirmée en appel en 2006.

## Affaire des disparues de l'Yonne

### Entrée à l'APAJH de l'Yonne
À la suite du décès de sa mère en 1985, Pierre Monnoir prend en charge son frère handicapé. En 1989, il le place à la Maison d'accueil spécialisée (MAS) d'Augy, un des centres gérés par l’Association pour adultes et jeunes handicapés (APAJH) de l'Yonne.
Le 15 mai 1992, avec Jeannette Beaufumé, salariée de l'APAJH, il fonde l’Association de défense des handicapées de l’Yonne (ADHY).
Il entre rapidement au conseil d'administration de l'APAJH, dans le collège des membres élus. Peu au fait de la prise en charge institutionnelle des personnes handicapées et du fonctionnement de l'association, il jouit alors d'une certaine neutralité de point de vue. Mais en 1993, il est informé d'un récent rapport de l'Inspection générale des affaires sociales (IGAS), accablant pour la gestion de certains établissements de l'APAJH de l'Yonne. Ce rapport relève de graves dysfonctionnements et met notamment en cause les compétences de Nicole Charrier, directrice du Foyer Guette-Soleil, autre établissement géré par l'association,. Ayant pris connaissance des constats et recommandations de ce rapport, Pierre Monnoir aborde le sujet à l'occasion d'une assemblée générale de l'association et demande que Nicole Charrier soit écartée de la direction du foyer. Cette intervention suscite une vive opposition et, selon Pierre Monnoir, les premières menaces et tentatives de pression.
C'est cet incident qui le conduit à entrer en dissidence au sein de l'APAJH de l'Yonne et à s'intéresser de plus près à son fonctionnement.

### Découverte des premières disparitions
Avec l'aide de salariés de l'association, notamment d'un directeur d'établissement, il est informé des rumeurs de disparition de résidentes et il accède à des copies de leurs dossiers. Il constate alors que ces disparitions ont été classées comme de simple fugues, ce qu'il juge peu crédible au regard du profil des jeunes-filles concernées. Il parvient à en identifier quatre : Madeleine Dejust, Chantal Gras, Bernadette Lemoine et Christine Marlot.
Il tente alors d'alerter des élus locaux, le Conseil général de l'Yonne et la Direction départementale des affaires sanitaires et sociale (DDASS), sans succès.

### Médiatisation de l'affaire
Confronté à l'absence de réponse des acteurs institutionnels concernés, Pierre Monnoir choisit de médiatiser les quatre disparitions.
Sa première prise de parole médiatique intervient le 22 mars 1995, sous la forme d'une courte séquence dans l'émission Les auditeurs ont la parole sur RTL : « [...] depuis une dizaine d'années, quatre jeunes-filles déficientes mentales ayant transité par cette institution [l'APAJH de l'Yonne] restent toujours portées disparues. Malgré la vigilance de certains personnels travaillant dans ces établissements et malgré leur dévouement, ceux-ci sont mis à l'index, car ils nuisent à l'image de marque de l'institution. Peut-on continuer à cautionner par notre silence cette situation ? »
Pierre Monnoir entre ensuite en contact avec l'équipe de l'émission Perdu de Vue, diffusée sur TF1 et présentée par Jacques Pradel. Il livre les informations dont il dispose au journaliste Stéphane Munka et parvient à le convaincre de l'intérêt de conduire une enquête journalistique. Les investigations réalisées par le journaliste sur le terrain, notamment auprès des familles, permettent d'exclure l'hypothèse de fugues, en confirmant l'absence de réapparition des quatre jeunes-filles. Mis en contact avec le gendarme Christian Jambert, auteur d'une enquête préliminaire en 1984, Stéphane Munka découvre trois nouvelles jeunes-filles disparues : Françoise Lemoine, Martine Renaud et Jacqueline Weis. Toutes ont été prises en charge par l'APAJH de l'Yonne entre le milieu des années 1970 et le début des années 1980. Cette découverte porte le nombre des disparitions à sept.
Ces disparitions donnent lieu à quatre émissions de Perdu de Vue : le 25 mars 1996, le 29 avril 1996, le 3 juin 1996 et le 2 septembre 1996, auxquelles participent Pierre Monnoir et Jeannette Beaufumé. À l'occasion de la dernière émission, une interview de Christian Jambert est diffusée. Les soupçons pesant sur Émile Louis sont exposés.
Cette médiatisation contribue à donner un retentissement national à l'affaire et permet à l'ADHY d'entrer en contact avec les avocats Pierre Gonzalez de Gaspard et Corinne Hermann, rejoints ultérieurement par Didier Seban. Ces derniers vont ensuite accompagner les parties civiles tout au long de la procédure.
Malgré la diffusion des trois premières émissions, le parquet d'Auxerre ne se saisit pas immédiatement de l'affaire.

### Accompagnement de la plainte des familles, jusqu'au procès d’Émile Louis
Le 3 juillet 1996, Pierre Monnoir, l'ADHY et les avocats accompagnent les familles des victimes au tribunal d'Auxerre pour un dépôt de plainte avec constitution de partie civile. Non sans réticence, le juge d'instruction Benoit Lewandowski accepte finalement de recevoir les plaintes, mais refuse dans un premier temps de les instruire. Il faudra un arrêt de la chambre de l'instruction de la Cour d'appel de Paris pour qu'il y soit finalement contraint.
Pendant les dix années qui suivent, Pierre Monnoir et son association soutiennent et accompagnent les familles des victimes, jusqu'à la condamnation définitive d’Émile Louis à la réclusion criminelle à perpétuité par la Cour d'appel de Paris, le 27 juin 2006,.

## Condamnation pour harcèlement
En septembre 2023, la presse fait état de trois plaintes émanant de salariés et de bénévoles de l'Association départementale d'aide aux victimes d'infractions et à la réinsertion sociale (ADAVIRS) de l'Yonne, visant Pierre Monnoir. Les faits qui lui sont reprochés relèvent du harcèlement moral. Il est également question d'allusions sexuelles répétées.
Une ancienne administratrice de l'ADAVIRS évoque des faits similaires en 2019, ayant déjà donné lieu à un dépôt de plainte par une salariée de l'association. Cette plainte a fait l'objet d'un classement sans suite.
Les nouveaux faits rapportés justifient l'ouverture d'une information judiciaire au printemps 2023. Le procureur de la République d'Auxerre saisit le parquet général d'une demande de dépaysement judiciaire de l'affaire, en raison des liens existant entre le parquet d'Auxerre et l'ADAVIRS. Le dossier est finalement renvoyé vers le tribunal judiciaire de Fontainebleau.
L'Association nationale France victimes, dont dépend l'ADAVIRS, affirme quant à elle n'avoir reçu aucun signalement et indique que les départs de salariés de l'association seraient liés à des situations personnelles et non au comportement de Pierre Monnoir.
Pierre Monnoir annonce sa démission de la présidence de l'ADAVIRS, à l'occasion du conseil d'administration de l'association du 26 août 2023. Selon lui, cette décision serait sans rapport avec les plaintes dont il fait l'objet.
Le 31 août 2023, il exerce son droit de réponse en faisant paraitre sa version des faits dans le quotidien local L'Yonne Républicaine.
La comparution devant le tribunal correctionnel de Fontainebleau de Pierre Monnoir et de Lionel Reber, son prédécesseur, poursuivi pour des faits similaires, est annoncée dans la presse pour le 29 avril 2024.
Le 27 mai 2024, Pierre Monnoir est reconnu coupable de harcèlement à l'encontre de l'ancienne directrice de l'ADAVIRS et condamné à trois mois d'emprisonnement avec sursis. Il annonce alors son intention d'interjeter appel du jugement.

## Distinctions
Chevalier de l'ordre national du Mérite

#### Ouvrages
- Jean-Pierre Vergès, Les tueurs en série, Hachette Pratique, 2007, 256 p. (ISBN 978-2012301573)
- Pierre Bellemare et Jean-François Nahmias, Kidnappings : 25 rendez-vous avec l'angoisse, Albin Michel, 2010, 384 p. (ISBN 978-2226214669)
- Agnès Grossmann, L'enfance des criminels, edi8, 2012, 201 p. (ISBN 978-2258100848)
- Jean-François Lacan, Ces magistrats qui tuent la justice, Albin Michel, 2014, 304 p. (ISBN 978-2226330871)
- Corinne Herrmann et Didier Seban, Nous, avocats des oubliés : Sur la piste des crimes non résolus, JC Lattès, 2020, 270 p. (ISBN 978-2709662314)
- Dominique Rizet et Rémy Bellon, Les aveux, Michel Lafon, 2019, 250 p. (ISBN 978-2749939643)
- David Galtier et Jean-Michel Verne, Mon combat contre le crime : De l'affaire Grégory au crash de la Germanwings, Groupe Robert Laffont, 2020, 229 p. (ISBN 978-2221250853)
- Gilbert Thiel, Tueurs en série made in France, Groupe Robert Laffont, 2023, 551 p. (ISBN 978-2221272374)
- Emmanuel Pierrat, Cinquante ans de faits divers, Editions Christine Bonneton, 2023, 300 p. (ISBN 978-2384871094)

#### Émission de télévision
- [vidéo][Production de télévision] « Pierre Monnoir, simple citoyen » sur France 3 Bourgogne-Franche-Comté, 28 août 2020, 52:03 min, France Télévisions et AMDA Production (consulté le 26 décembre 2023)